# Nishiwaki Junzaburō

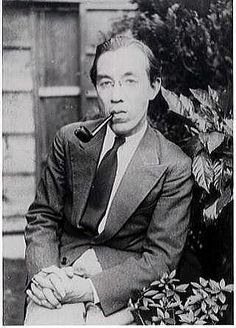
Nishiwaki Junzaburō

Nishiwaki Junzaburō (japanisch 西脇 順三郎; * 20. Januar 1894 in der Präfektur Niigata; † 5. Juni 1982 ebenda) war ein japanischer Schriftsteller.

## Leben
Nishiwaki ging nach dem Schulabschluss nach Tokio, um Malerei zu studierten, musste diese Pläne jedoch nach dem Tod seines Vaters aufgeben. Stattdessen studierte er an der Keiō-Universität Ökonomie, Englisch, Deutsch, Latein und Griechisch. Seine Sprachbegabung war so groß, dass er begann, Gedichte in englischer und französischer Sprache zu schreiben. Beeindruckt war er vor allem von T.S. Eliot, Ezra Pound und den französischen Surrealisten.
Während eines Englandaufenthaltes 1922 lernte er die moderne westeuropäische Literatur kennen und veröffentlichte 1925 einen Band mit englischsprachigen Gedichten unter dem Titel Spectrum in London. Bals danach kehrte er nach Japan zurück und wurde 1926 Professor für englische Literaturgeschichte an der Keiō-Universität. 1927 gründete er mit Takiguchi Shūzō die erste Zeitschrift Japans für surrealistische Lyrik Fukuiki Taru Kafu yo (馥郁タル火夫ヨ). Im Folgejahr brachte er das Magazin Shi to Shiron (詩と詩論) heraus. – Angeregt von den künstlerischen und sprachlichen Leistungen von Hagiwara Sakutarō, dem bedeutendsten Poeten seiner Zeit, begann Nishiwaki experimentelle zeitgenössische Gedichte in japanischer Sprache zu gestalten. Diese wurden unter dem Titel Ambarvalia 1933 publiziert.
Nach dem Pazifikkrieg publizierte Nishiwaki eine weitere größere Gedichtsammlung unter dem Titel  „Kein Reisender kehrt zurück“ (旅人帰らず, Tabibito kaerazu). 1952 publizierte er seine vielbewunderte Übersetzung von Eliots „The Wasteland“. 1953 publizierte er seine Gedichtsammlung „Moderne Fabeln“ (近代の寓話, Kindai no gūwa), das erste Beispiel für seinen gereiften Stil.  1960 veröffentlichte er sein bedeutendstes Werk, die Gedichtsammlung Ushinawareta Toki (失われた時).
Neben seiner dichterischen Tätigkeit setzte er seine Lehrtätigkeit an der Keiō-Universität bis zu seiner Verabschiedung 1962 fort, blieb als Kritiker und Übersetzer tätig, wobei vor allem seine Übersetzungen von Eliots „Four Quartets“, Shakespeares Sonette, eine größere Sammlung von Mallarmé und Joyces „Chamber Music“ zu nennen sind.
1973 wurde Nishiwaki zum Mitglied der American Academy of Arts and Sciences gewählt.